# Houthalen-Helchteren
Houthalen-Helchteren é um município da Bélgica localizado no distrito de Maaseik, província de Limburgo, região da Flandres.